# INTS6
INTS6‏ (Integrator complex subunit 6) هوَ بروتين يُشَفر بواسطة جين INTS6 في الإنسان.